# Алхајм
Алхајм (њем. Alheim) општина је у њемачкој савезној држави Хесен. Једно је од 20 општинских средишта округа Херсфелд-Ротенбург. Према процјени из 2010. у општини је живјело 5.189 становника. Посједује регионалну шифру (AGS) 6632001.

## Географија
Алхајм се налази у савезној држави Хесен у округу Херсфелд-Ротенбург. Општина се налази на надморској висини од 190 метара. Површина општине износи 63,8 km².

## Становништво
У самом мјесту је, према процјени из 2010. године, живјело 5.189 становника. Просјечна густина становништва износи 81 становника/km².

## Међународна сарадња
| Мјесто         | Држава  | Врста сарадње | Од    |
| -------------- | ------- | ------------- | ----- |
| Зандховен-Пуле | Белгија | партнерство   | 1971. |
| Извор          |         |               |       |